# Windows Me
Windows Millennium Edition (slovensko milenijska izdaja), bolje znan kot Windows Me, je 16-bitni/32-bitni hibridni Microsoftov operacijski sistem. Izšel je 14. septembra 2000. Njegovo kodno ime je bilo  Millennium. Namenjen je domačim uporabnikom.

## Nove in posodobljene funkcije

### Sistemska orodja
- Obnovitev sistema - Windows Me je predstavil novo funkcijo za lažje popravljanje in obnovo sistema. Mišljen je za povrnitev sistema v prejšnje stanje v primeru, da preneha delovati zaradi sistemske napake. Obnovitev sistema povrne samo sistemske datoteke, ne dokumentov.
- Zaščita sistemskih datotek - prvič predstavljeno v Windows 2000 (kot Windows File Protection), ki je razširil System File Checker iz Windows 98. Namenjen je zaščiti datotek, da jih ne bi nezaželen program spremenil ali izbrisal.
- Pripomoček za konfiguracijo sistema - omogoča uporabnikom ročno razšiti in obnovi sistemske datoteke od Windows Me namestitve. Uporablja se tudi za konfiguracijo gonilnikov.
- Nadzornik sistema - dodana podpora za povezave na klic. Uporabniki lahko merijo hitrost povezave v prejetih ali poslanih bajtih na sekundo.

### Večpredstavnost
- Windows Image Acquisition - Windows Me je predstavil orodje za pridobitev slik iz digitalnih fotoaparatov in optičnih čitalnikov.
- Windows Movie Maker - temelji na tehnologiji DirectShow in Windows Media. Uporablja se za osnovno oblikovanje in zajem videa. Uporabniku omogoča stiskanje v format Windows Media (.wmv), ki močno stisne video in zavzame najmanj prostora na disku.
- Windows Media Player 7 - vseboval je veliko novosti in izboljšav. Vseboval je tudi vodič WindowsMedia.com in internetni radio.
- Windows DVD Player - Poleg Windows Me je prišel tudi nov, prenovljen DVD-predvajalnik. Za razliko od prejšnje različice ta ne potrebuje posebne kartice za dekodiranje videa.
- Image Preview - program za ogledovanje slik. Omogočal je obračanje in povečavo slik.
- DirectX 8 - komponenta, potrebna za zagon nekaterih videoiger.

### Druge funkcije
- Windows Update - samodejno nalaganje posodobitev na vsakih 24 ur.
- Zaslonska tipkovnica
- Gonilniki USB - Windows Me je edini Windows iz serije 9x, ki ima že vgrajene gonilnike za naprave USB.
- Pomoč in podpora - nadomestila je Windows Help iz Windows 2000 in Windows 98. Uporablja HTML.

## Sistemske zahteve

#### Minimalne sistemske zahteve
- Procesor: Pentium 150 MHz
- Pomnilnik: 32 megabajtov
- Prostor na trdem disku: 320 megabajtov

#### Priporočene sistemske zahteve
- Procesor: Pentium II 300 MHz
- Pomnilnik: 64 megabajtov
- Prostor na trdem disku: 2 gigabajta

## Težave in življenjski ciklus
Windows Me je znan po nestabilnosti in nezanesljivosti zaradi pogostih zamrznitev in sesutij. V računalniški reviji PC World je Windows Me označen kot Windows Mistake Edition (slovensko zgrešena izdaja) in je uvrščen na 4. mesto Najslabših tehnoloških izdelkov vsega časa. V članku so omenjene tudi težave z namestitvijo, delovanjem, zaznavanjem nove strojne opreme in zaustavljanjem. Tudi Microsoft je priznal nepopularnost.
Podpora za Windows Me je bila ukinjena 11. julija 2006, skupaj z Windows 98.